# إيزابيلا شيرير
إيزابيلا ميديروس شيرير (بالإنجليزية: Isabella Medeiros Scherer)‏، ولدت في 17 فبراير 1996 في فلوريانوبوليس، سانتا كاتارينا، هي ممثلة وشخصية تلفزيونية برازيلية.
إيزابيلا شيرير هي ابنة فانيسا ميديروس مع السباح السابق فرناندو "شوكسا" شيرير. حتى أن الشابة تدربت عندما كانت طفلة لتواصل مسيرتها الرياضية التي كان والدها حائزًا على ميدالية، لكنه اختار متابعة الجانب الفني.
في الرابعة عشرة من عمرها، تركت حمامات السباحة جانبًا وبدأت الدراسة في مدرسة وولف مايا المسرحية. في سن الخامسة عشرة، افتتحت قناة على يوتيوب ومدونة عن الموضة والجمال وأسلوب الحياة، وحافظت على المشاريع حتى بلغت التاسعة عشرة من عمرها.
بدأت إيزابيلا دراستها الجامعية في الموضة، لكنها تركت نفسها لتكرس نفسها لمهنة التمثيل. في عام 2018، أطلقت علامتها التجارية للملابس باسم الرأس.

## وصلات خارجية
- إيزابيلا شيرير على موقع IMDb (الإنجليزية)
- إيزابيلا شيرير على موقع روتن توميتوز (الإنجليزية)
- إيزابيلا شيرير على موقع قاعدة بيانات الفيلم (الإنجليزية)